# Râul Zoldiana
Râul Zoldiana este un afluent al râului Gladna. 

## Hărți
- Harta munții Poiana Rusca  Arhivat în 12 martie 2010, la Wayback Machine.
- Harta județul Timiș